# Tim Hornke
Tim Hornke (Hanôver, 4 de agosto de 1990) é um jogador de handebol alemão.

## Carreira

### Carreira nos clubes
Tim Hornke joga handebol desde os oito anos de idade. Antes de se transferir para o TSV Anderten, o lateral direito jogou no HSG Langenhagen. Em Anderten jogou na equipe juvenil B e por um ano na equipe juvenil A. A partir de 2007, o então A-Youth jogou na equipe da segunda divisão, que a partir de 2008 competiu como HSV Hannover. O jogador nacional júnior joga pelo SC Magdeburg desde a temporada 2010/11. Lá ele teve um segundo jogo certo para o segundo time. Para a temporada 2014/15 mudou-se para o TBV Lemgo.
Em 22 de setembro de 2018, foi anunciado que ele jogaria novamente pelo SC Magdeburg a partir da temporada 2019/20. Com Magdeburg, ele ganhou a EHF European League e o IHF Super Globe em 2021 e o campeonato alemão em 2022. Em 2022 defendeu o título no IHF Super Globe 2022 com o SCM. Com o SCM venceu a EHF Champions League 2022/23 na final contra o KS Kielce 30:29 após prolongamento. No IHF Super Globe 2023, ele venceu o Campeonato Mundial de Clubes pela terceira vez consecutiva. Em 2024 conquistou a Copa DHB e o campeonato alemão com o SCM.

### Carreira internacional
Tim Hornke integrou a seleção juvenil alemã, com quem se sagrou campeão europeu em 2008. Em 2011 conquistou o título de campeão mundial, também pela seleção júnior. Em dezembro de 2017, Hornke foi nomeado para o elenco ampliado para o Campeonato Europeu de 2018 pelo então técnico nacional Christian Prokop. Ele disputou 19 partidas até o momento, nas quais marcou 42 gols.
Ele fez parte do elenco ampliado da seleção alemã para o Campeonato Europeu de 2022. Nos Jogos Olímpicos de Verão de 2024, em Paris, conquistou a medalha de prata no torneio masculino do handebol, após confronto na final contra a equipe dinamarquesa.